# ファイナルフォーム
ファイナルフォーム（欧字名:Final Form、2009年3月11日 - 2022年1月1日）は、日本の競走馬
。主な勝ち鞍は2012年のラジオNIKKEI賞。
馬名の意味は、「最終形態」。

## 経歴

### 競走馬時代
2012年3月17日、3歳未勝利でデビュー。初出走で経験馬相手に勝利を収める。3歳500万条件で最速の上がりを使うも届かず2着。次走も3歳馬ながら開催No.1の上がりを使うも届かず3着と敗れた後、東京の3歳上500万条件に出走。このレースでは優勝。なお、このレースの最後の直線で外に斜行し、ランパスインベガスの進路を塞ぎ走行を妨害した。審議となりランパスインベガスを管理する小島茂之からも申し立てが行われたが、致命的な不利ではなかったとして結果は変わらず確定している。ただし、鞍上の内田博幸については明らかな過失が認められるとして2日間の騎乗停止処分が下っている。
その後ラジオNIKKEI賞に出走し、2着ヤマニンファラオに2馬身差をつけ優勝、重賞初勝利を果たした。このあと休養に入って秋初戦となった富士ステークスは追い込むもクラレントに届かず2着に敗れた。マイルチャンピオンシップでは3番人気に支持されたが、直線で大きな不利を受け12着に終わる。阪神カップは最後伸びきれず3着に敗れた。
2013年は4月のマイラーズカップから始動し9着。安田記念は賞金不足で除外となり、目標をエプソムカップへ変更、5着に敗れた。その後は出走せず、2014年10月1日付けで引退、競走馬登録を抹消された。

### 引退後
引退後はモモセライディングファームで乗馬となったが、2022年1月1日に死亡した。死因などは不詳。13歳没。

## 競走成績
| 競走日     | 競馬場 | 競走名           | 格   | 距離（馬場）  | 頭 数 | 枠 番 | 馬 番 | オッズ （人気） | 着順 | タイム （上り3F） | 着差 | 騎手       | 斤量 | 1着馬/（2着馬）        |
| ---------- | ------ | ---------------- | ---- | ------------- | ----- | ----- | ----- | --------------- | ---- | ----------------- | ---- | ---------- | ---- | ---------------------- |
| 2012.03.17 | 中山   | 3歳未勝利        |      | 芝1800m（稍） | 16    | 3     | 5     | 2.1（1人）      | 1着  | 1:53.1 (36.7)     | -0.2 | 石橋脩     | 56kg | （ダンシングハバナ）   |
| 0000.04.14 | 中山   | 3歳500万下       |      | 芝1600m（不） | 11    | 8     | 10    | 2.1（1人）      | 2着  | 1:37.2 (36.1)     | -0.1 | 石橋脩     | 56kg | マイネルアダマス       |
| 0000.05.13 | 東京   | 3歳500万下       |      | 芝1600m（良） | 10    | 8     | 9     | 1.5（1人）      | 3着  | 1:33.8 (32.6)     | -0.1 | 福永祐一   | 56kg | ダイワフェリス         |
| 0000.06.10 | 東京   | 3歳上500万下     |      | 芝1600m（稍） | 16    | 7     | 14    | 2.6（1人）      | 1着  | 1:34.7 (33.9)     | -0.1 | 内田博幸   | 54kg | （ヒラボクインパクト） |
| 0000.07.01 | 福島   | ラジオNIKKEI賞   | GIII | 芝1800m（良） | 16    | 3     | 6     | 5.6（2人）      | 1着  | 1:47.9 (34.8)     | -0.3 | 戸崎圭太   | 54kg | （ヤマニンファラオ）   |
| 0000.10.20 | 東京   | 富士S            | GIII | 芝1600m（良） | 18    | 5     | 10    | 6.4（3人）      | 2着  | 1:32.5 (33.9)     | -0.1 | 福永祐一   | 55kg | クラレント             |
| 0000.11.18 | 京都   | マイルCS         | GI   | 芝1600m（稍） | 18    | 6     | 11    | 6.9（3人）      | 12着 | 1:33.7 (34.6)     | -0.8 | C.ルメール | 56kg | サダムパテック         |
| 0000.12.24 | 阪神   | 阪神カップ       | GII  | 芝1400m（良） | 18    | 7     | 15    | 6.9（2人）      | 3着  | 1:21.2 (34.9)     | -0.2 | R.ムーア   | 56kg | サンカルロ             |
| 2013.04.21 | 京都   | マイラーズカップ | GII  | 芝1600m（良） | 18    | 4     | 7     | 13.6（6人）     | 9着  | 1:33.1 (34.1)     | -0.5 | M.デムーロ | 56kg | グランプリボス         |
| 0000.06.09 | 東京   | エプソムカップ   | GIII | 芝1800m（良） | 14    | 6     | 9     | 4.7（2人）      | 5着  | 1:46.0 (33.4)     | -0.3 | 戸崎圭太   | 56kg | クラレント             |

## 血統表
| ファイナルフォームの血統（サンデーサイレンス系 / Hail to Reason 4×5=9.38%、Northern Dancer 5×5=6.25%） | ファイナルフォームの血統（サンデーサイレンス系 / Hail to Reason 4×5=9.38%、Northern Dancer 5×5=6.25%） | ファイナルフォームの血統（サンデーサイレンス系 / Hail to Reason 4×5=9.38%、Northern Dancer 5×5=6.25%） | （血統表の出典）      | （血統表の出典）    |
| 父 ディープインパクト 2002 鹿毛 北海道早来町                                                           | 父の父*サンデーサイレンス Sunday Silence 1986 青鹿毛 アメリカ                                          | Halo 1969 黒鹿毛 アメリカ                                                                              | Hail to Reason 1958   | Hail to Reason 1958 |
| 父 ディープインパクト 2002 鹿毛 北海道早来町                                                           | 父の父*サンデーサイレンス Sunday Silence 1986 青鹿毛 アメリカ                                          | Halo 1969 黒鹿毛 アメリカ                                                                              | Cosmah 1953           |                     |
| 父 ディープインパクト 2002 鹿毛 北海道早来町                                                           | 父の父*サンデーサイレンス Sunday Silence 1986 青鹿毛 アメリカ                                          | Wishing Well 1975 鹿毛 アメリカ                                                                        | Understanding 1963    | Understanding 1963  |
| 父 ディープインパクト 2002 鹿毛 北海道早来町                                                           | 父の父*サンデーサイレンス Sunday Silence 1986 青鹿毛 アメリカ                                          | Wishing Well 1975 鹿毛 アメリカ                                                                        | Mountain Flower 1964  |                     |
| 父 ディープインパクト 2002 鹿毛 北海道早来町                                                           | 父の母*ウインドインハーヘア Wind in Her Hair 1991 鹿毛 アイルランド                                    | Alzao 1980 鹿毛 アメリカ                                                                               | Lyphard 1969          | Lyphard 1969        |
| 父 ディープインパクト 2002 鹿毛 北海道早来町                                                           | 父の母*ウインドインハーヘア Wind in Her Hair 1991 鹿毛 アイルランド                                    | Alzao 1980 鹿毛 アメリカ                                                                               | Lady Rebecca 1971     |                     |
| 父 ディープインパクト 2002 鹿毛 北海道早来町                                                           | 父の母*ウインドインハーヘア Wind in Her Hair 1991 鹿毛 アイルランド                                    | Burghclere 1977 鹿毛 イギリス                                                                          | Busted 1963           | Busted 1963         |
| 父 ディープインパクト 2002 鹿毛 北海道早来町                                                           | 父の母*ウインドインハーヘア Wind in Her Hair 1991 鹿毛 アイルランド                                    | Burghclere 1977 鹿毛 イギリス                                                                          | Highclere 1971        |                     |
| 母 *ファイナルデスティネーション Final Destination 1998 鹿毛 ニュージーランド                          | 母の父O'Reilly 1993 黒鹿毛 ニュージーランド                                                            | *Last Tycoon 1983 アイルランド                                                                         | * Try My Best 1975    | * Try My Best 1975  |
| 母 *ファイナルデスティネーション Final Destination 1998 鹿毛 ニュージーランド                          | 母の父O'Reilly 1993 黒鹿毛 ニュージーランド                                                            | *Last Tycoon 1983 アイルランド                                                                         | Mill Princess 1977    |                     |
| 母 *ファイナルデスティネーション Final Destination 1998 鹿毛 ニュージーランド                          | 母の父O'Reilly 1993 黒鹿毛 ニュージーランド                                                            | Courtza 1993 ニュージーランド                                                                          | Pompeii Court 1977    | Pompeii Court 1977  |
| 母 *ファイナルデスティネーション Final Destination 1998 鹿毛 ニュージーランド                          | 母の父O'Reilly 1993 黒鹿毛 ニュージーランド                                                            | Courtza 1993 ニュージーランド                                                                          | Hunza 1970            |                     |
| 母 *ファイナルデスティネーション Final Destination 1998 鹿毛 ニュージーランド                          | 母の母Logical Lady 1991 鹿毛 ニュージーランド                                                          | Sound Reason 1974 カナダ                                                                               | Bold Reason 1968      | Bold Reason 1968    |
| 母 *ファイナルデスティネーション Final Destination 1998 鹿毛 ニュージーランド                          | 母の母Logical Lady 1991 鹿毛 ニュージーランド                                                          | Sound Reason 1974 カナダ                                                                               | New Tune 1968         |                     |
| 母 *ファイナルデスティネーション Final Destination 1998 鹿毛 ニュージーランド                          | 母の母Logical Lady 1991 鹿毛 ニュージーランド                                                          | Society Bay 1983 ニュージーランド                                                                      | Zephyr Bay 1970       | Zephyr Bay 1970     |
| 母 *ファイナルデスティネーション Final Destination 1998 鹿毛 ニュージーランド                          | 母の母Logical Lady 1991 鹿毛 ニュージーランド                                                          | Society Bay 1983 ニュージーランド                                                                      | Pacaya 1966 F-No.11-d |                     |

母のファイナルデスティネーションは、ニュージーランド1000ギニー、ベイヤークラシックの勝ち馬である。